# Smicroplectrus bohemani
Smicroplectrus bohemani là một loài tò vò trong họ Ichneumonidae.